# Kobayashi (Miyazaki)
Pour les articles homonymes, voir Kobayashi.
Kobayashi (小林市, Kobayashi-shi) est une ville située dans la préfecture de Miyazaki, sur l'île de Kyūshū, au Japon.

## Géographie

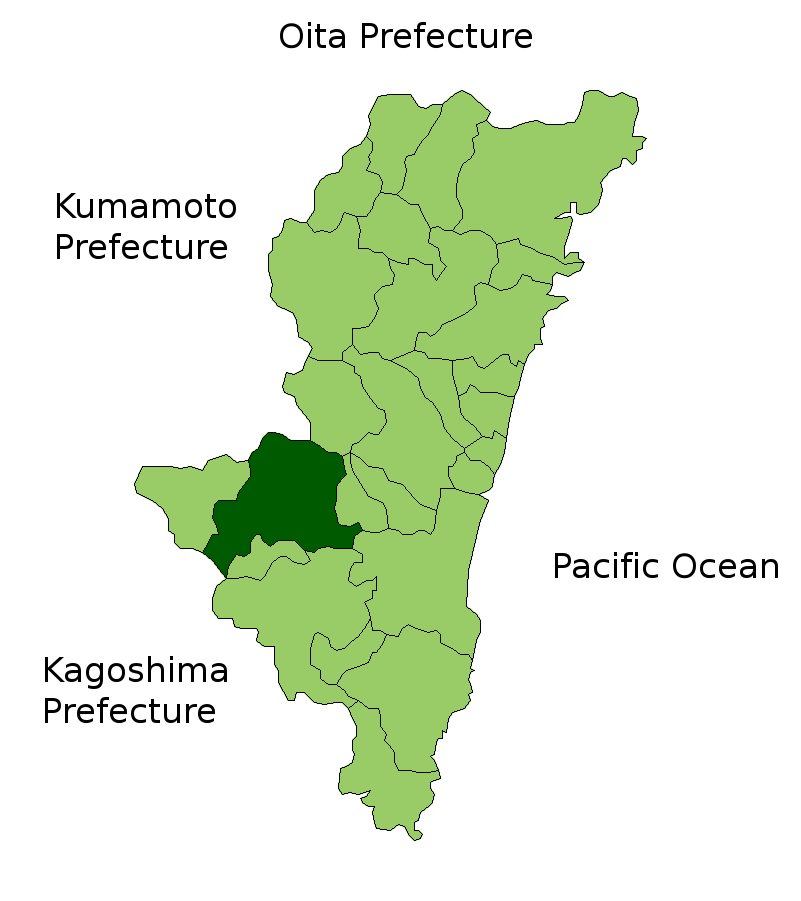
Localisation de Kobayashi dans la préfecture de Miyazaki.

### Situation
Kobayashi est située dans le sud-ouest de la préfecture de Miyazaki.

### Démographie
Le 1er avril 2010, Kobayashi comptait 47 641 habitants, répartis sur une superficie de 563,09 km2 (densité de population de 85 hab./km2). Le 1er novembre 2021, la population était de 43 111 habitants.

### Topographie
Une partie des monts Kirishima s'étend sur le territoire de Kobayashi.

## Histoire
La ville moderne de Kobayashi a été fondée le 1er avril 1950. Le 20 mars 2006, le village de Suki a été rattaché à Kobayashi, doublant ainsi sa taille.

## Éducation
La ville compte huit écoles primaires et six collèges.

## Transports
La ville est desservie par la ligne Kitto de la JR Kyushu.